# Vanda scandens
Vanda scandens es una especie de planta de la familia Orchidaceae. Es nativa de  Filipinas.  Su hábitat natural son regiones subtropicales o tropicales húmedos de tierras bajas. Está amenazada por la Destrucción de hábitat.

## Descripción
Es una planta pequeña a mediana, que prefiere el clima cálido, de hábitos epifitas con tallo erguido, alargado, trepadora, con hojas extendidas a suberectas, lineales, ápice desigual bilobulado, hojas algo retorcidas que son articuladas a las vainas inferiores. Florece en casi cualquier época del año, en 1 a 2, inflorescencias axilares, de 10 cm de largo, con 2 a 5 flores con brácteas florales triangulares y que llevan flores ligeramente fragantes

## Distribución y hábitat
Se encuentra en Borneo y Filipinas en las tierras bajas y bosques montanos en elevaciones de nivel del mar hasta los 1000 metros.  

## Taxonomía
Vanda scandens fue descrita por Richard Eric Holttum y publicado en Sarawak Museum Journal 5: 389. 1950.
Etimología
Vanda: nombre genérico que procede del nombre sánscrito dado a la especie  Vanda tessellata  en la India, también puede proceder del latín (vandi) y del griego (dios santísimo ).
scandens: epíteto latino que significa "escalada, trepadora".